# Rothalstaucher
Der Rothalstaucher (Podiceps grisegena) ist eine Vogelart aus der Familie der Lappentaucher (Podicipedidae). Das holarktische Verbreitungsgebiet der Art umfasst Teile des nördlichen Eurasiens und des nördlichen Nordamerikas. In Eurasien ist die Verbreitung in mehrere Teilareale zergliedert, das westliche geschlossene Verbreitungsareal reicht vom östlichen Mitteleuropa bis Westsibirien.
Wie alle Lappentaucher ist der Rothalstaucher ein guter Schwimmer und geschickter Taucher. Im Sommer besteht seine Nahrung überwiegend aus Wasserinsekten und deren Larven sowie Mollusken, Krebstieren und Fröschen. Im Winter spielen Fische eine etwas größere Rolle in seiner Ernährung. Die Art brütet meist auf recht kleinen, flachen Gewässern mit einer gut entwickelten Ufervegetation. Der Rothalstaucher ist ein Teil- und Kurzstreckenzieher, der sich vom Spätherbst bis Frühjahr auf tieferen Seen sowie an Meeresbuchten ohne größeren Wellengang aufhält. Der Bestand des Rothalstauchers gilt als stabil bis leicht zunehmend.

## Erscheinungsbild
Es werden zwei Unterarten des Rothalstauchers unterschieden: die Nominatform P. g. grisegena kommt in Europa und dem westlichen Asien vor, die etwas größere Unterart P. g. holbollii ist in Nordamerika sowie Ostsibirien verbreitet.

### Erscheinungsbild ausgefärbter Rothalstaucher

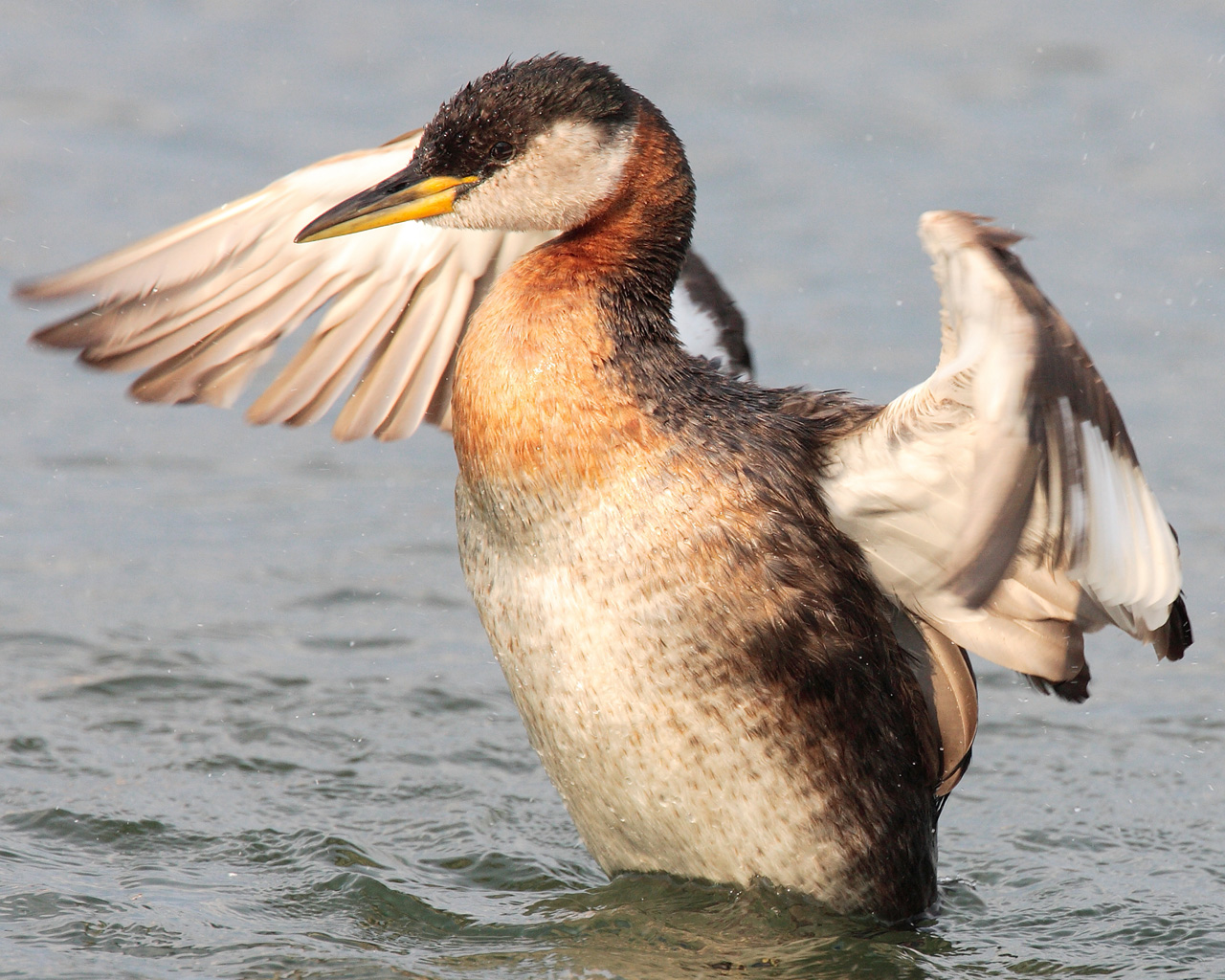
Rothalstaucher

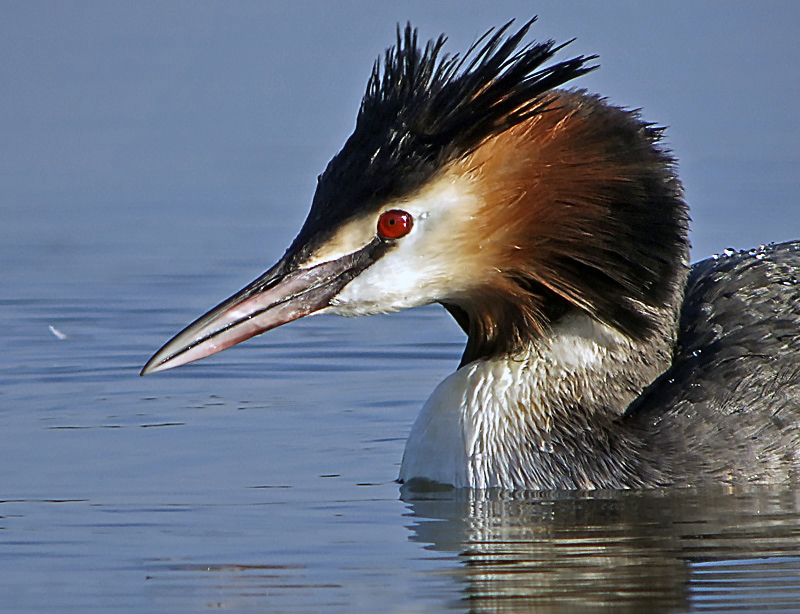
Haubentaucher – Unterscheidungsmerkmale zum Rothalstaucher sind unter anderem die ausgeprägte Federhaube und die helle Gefiederpartie vor dem Auge

Der Rothalstaucher ist ein mittelgroßer Lappentaucher, der etwas kleiner und kurzhalsiger als der Haubentaucher ist. Adulte Rothalstaucher der in Eurasien verbreiteten Nominatform erreichen eine Körperlänge zwischen 40 und 50 Zentimeter mit einer Flügelspanne zwischen 77 und 85 Zentimeter. Ihr Körpergewicht beträgt zwischen 692 und 925 Gramm. Vertreter der in Nordamerika beheimateten Unterart P. g. holbollii sind etwas größer als die Nominatform und erreichen eine Körperlänge von 42 bis 56 Zentimeter. Sie wiegen zwischen 750 und 1600 Gramm. Es besteht nur ein geringer Geschlechtsdimorphismus, Männchen sind lediglich etwas größer als Weibchen. Der Größenunterschied ist bei der nordamerikanischen Unterart etwas ausgeprägter als bei der Nominatform. Innerhalb der Unterart P. g. holbollii besitzen die ostasiatischen Rothalstaucher einen etwas schmaleren Schnabel als die in Nordamerika verbreiteten Taucher.
Im Sommer sind Vögel im Prachtkleid leicht zu erkennen. Der Vorderhals, die Halsseiten und die Kropfgegend sind rostrot. Der Hinterhals und die Körperoberseite sind schwarzbraun. Die Rückenfedern haben einen schmalen hellbraunen Saum. Die Brust und der Bauch sind dagegen weißlich. Die Brustseiten sowie die Flanken weisen eine grobe graubraune Fleckung auf. Der Schwanz ist schwarz. Die Handschwingen sind graubraun mit schwarzen Federschäften. Die Armschwingen dagegen sind weiß. Die Federschäfte sind hier an der Basis schwarz und zur Spitze hin weiß. Sie weisen eine variable braune Zeichnung auf. Die innersten Armschwingen sowie die Schulterfedern sind gänzlich braun. Die Kehle und die Wangen sind hellgrau. Vom Hals und vom schwarzen Oberkopf sind sie durch eine weiße Linie abgesetzt. Die schwarze Kopfplatte reicht nach unten bis über die Augen. Einige dunkle Kopffedern sind etwas verlängert, so dass kleine Federohren erkennbar sind. Der Schnabel ist an der Basis gelb, ansonsten schwarz. Die Augen sind dunkelbraun. Die beiden Unterarten weisen keine Unterschiede im Federkleid auf. Bei der nordamerikanischen Unterart ist jedoch das Gelb des Schnabelansatzes etwas ausgeprägter.

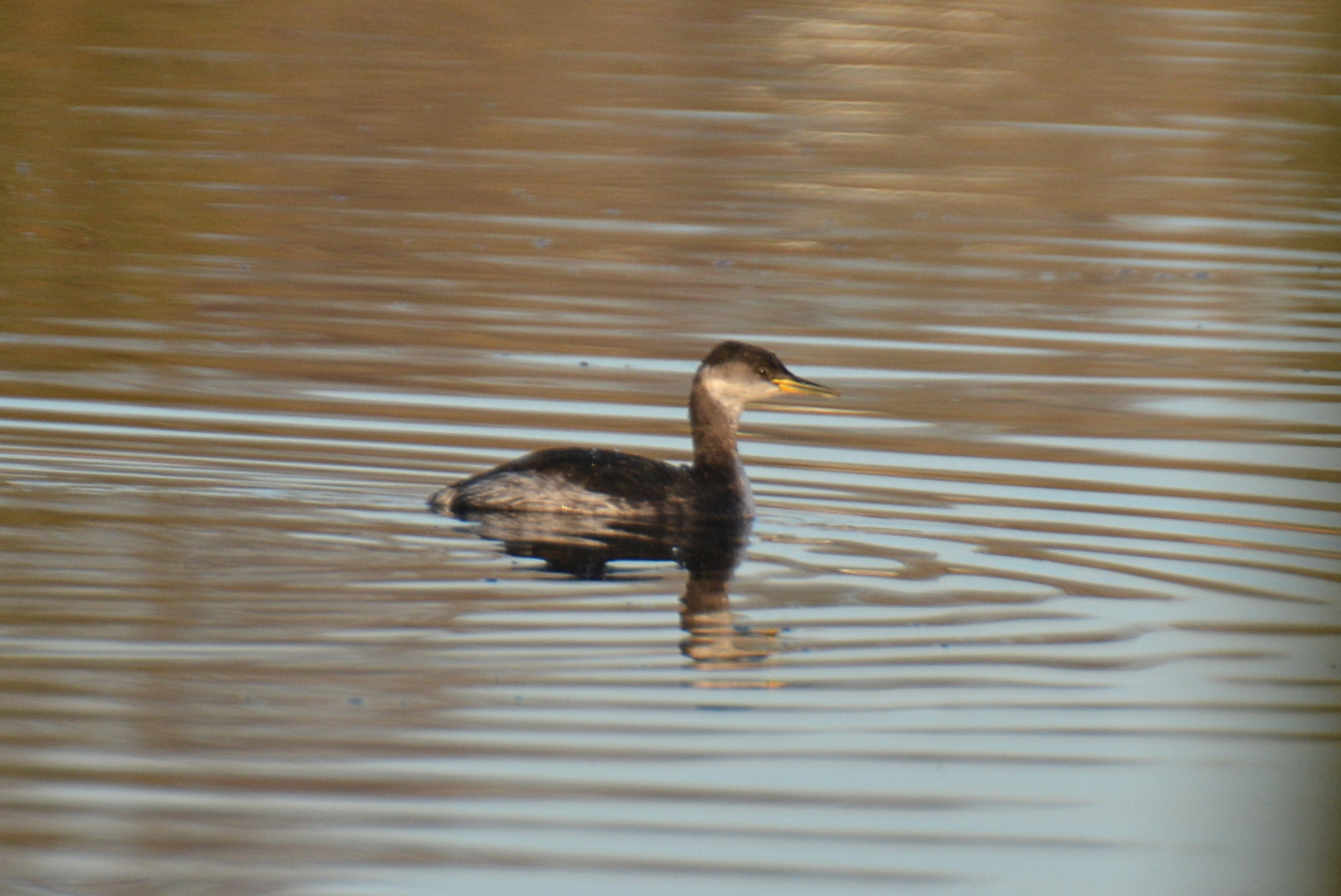
Rothalstaucher im Schlichtkleid

Adulte Rothalstaucher wechseln ab Juli ins Schlichtkleid. Sie sind bei dieser Vollmauser für kurze Zeit flugunfähig und leben dann sehr versteckt. Das Schlichtkleid ist etwas gräulicher als das anderer Lappentaucher. Die Grenze zwischen der dunklen Kopfkappe und dem grauen Gesicht ist in dieser Zeit diffuser. Die Federohren fehlen. Die Kopfseiten, das Kinn und die Kehle sind weiß. Unter und hinter dem Auge ist das Kopfgefieder graubraun gesprenkelt. Der Vorderhals ist weißlich bis hellgrau, der Hinterhals ist dunkler Grau. Die übrige Körperoberseite ist dunkel graubraun und die Federn weisen einen Saum auf, der etwas heller als im Prachtkleid ist. Die Flügel sind wie im Prachtkleid gefärbt, allerdings sind die innersten Armschwingen sowie die Armdecken graubraun. Das Gelb des Schnabels ist weniger ausgeprägt. Die Flanken sind mausgrau. Die Körperunterseite ist weißlich. Die Mauser ins Prachtkleid beginnt im Dezember. Sie umfasst vor allem das Kopf- und Halsgefieder. Bis Ende März können Rothalstaucher im Übergangskleid beobachtet werden.

### Flugbild, Schwimm- und Komfortverhalten
Rothalstaucher fliegen mit ausgestrecktem Hals und nach hinten ausgestreckten Füßen. Gewöhnlich fliegen sie in einer Höhe von 20 bis 30 Metern. Die verhältnismäßig kleinen Flügel sind grau und weiß. Der Flügelschlag ist sehr schnell. Wegen ihrer kleinen Flügel sind Rothalstaucher nicht in der Lage, an Land aufzufliegen. Auf dem Wasser benötigen sie einen langen Anlauf, bis sie eine ausreichende Geschwindigkeit erreicht haben, um sich in die Luft zu erheben. Wie alle Lappentaucher sind sie ausgezeichnete Schwimmer, die aufgrund der geringen Pneumatisierung des Skeletts verhältnismäßig tief im Wasser liegen. Um ins Wasser einzutauchen, machen sie einen kräftigen Sprung nach vorne, bei dem sie gelegentlich mit dem gesamten Körper aus dem Wasser auftauchen. Unter Wasser bleiben die Flügel angelegt. Als Antrieb und Ruder unter Wasser dienen die kräftigen Beine und Füße.
Ruhende Rothalstaucher ziehen den Hals ein oder stecken den Schnabel in die Federn am zurückgelegten Hals. Die Füße liegen dabei häufig auf dem Körper unter den Flügeln. Sich putzende Rothalstaucher stochern mit dem Schnabel im Gefieder und knabbern einzelne Federn mit schnellen Schnabelbewegungen durch. Dabei wenden sie sich häufig seitlich im Wasser, so dass die helle Bauchseite weithin sichtbar ist.

### Erscheinungsbild der Küken und Jungvögel

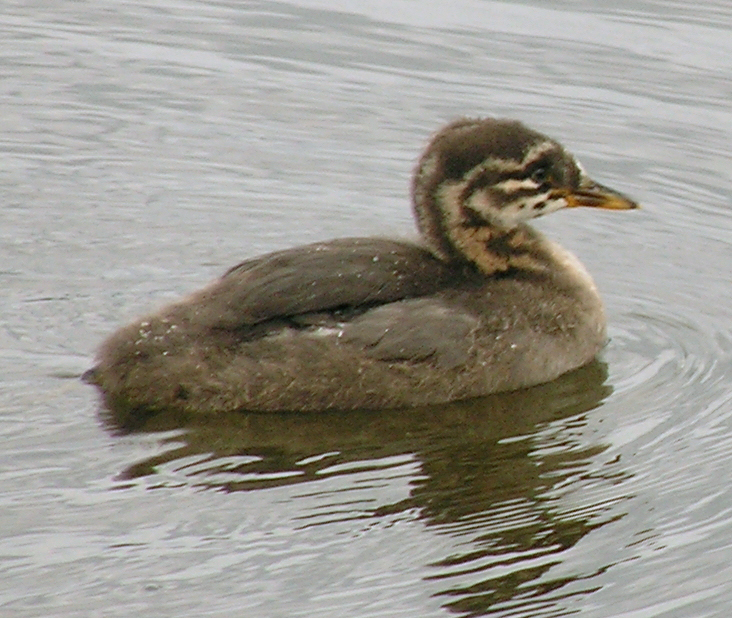
Junger Rothalstaucher mit der charakteristischen Längsstreifung an Kopf und Hals

Das Dunenkleid der Küken ist kurz und dicht mit einer charakteristischen schwarzweißen Längsstreifung an Kopf und Hals. Am Kopf finden sich drei nackte scharlachrote Flecken. Diese befinden sich an beiden Seiten der Schnabelbasis sowie ein dritter auf dem Scheitel. Er ist von einem weißen Scheitelstreif umgeben, der am Hinterkopf schmal ausläuft. Die beiden ihn einfassenden dunklen Streifen sind etwas breiter. Die Nackenstreifen sind bräunlichweiß. Der Hals weist eine schmale, dunkle Streifung auf, die in der oberen Schulterregion etwas verschwommen ist. An den Halsseiten sind die Streifen in der Mitte sogar unterbrochen. Der Rücken und die Flanken sind dagegen ungestreift. Die mittlere Körperunterseite ist weiß. Die Iris ist olivbraun. Der Schnabel ist bläulichrosa mit einer weißen Spitze. Zwei vertikale schwarze Bänder verlaufen um die beiden Schnabelhälften. Davon findet sich eines am Schnabelansatz sowie ein zweites unmittelbar hinter der Schnabelspitze. Die Beine sind dunkelgrau. Die Zehen sind olivgrau.
Im Jugendkleid sind die Kopfseiten und das Kinn schmutzig weiß. Hinter dem Auge verlaufen zwei markante schwarzbraune Streifen. Ein dunkler Fleck findet sich an der Basis des Unterschnabels. Auch das Kinn und die Kehle sind dunkel gefleckt. Der Hals ist gelbbraun. Die Körperunterseite ist undeutlich gefleckt. Die Flügel weisen bereits die Färbung adulter Rothalstaucher auf, jedoch haben die weißen Armschwingen manchmal eine stärkere braune Spitzenfleckung.

### Verwechslungsmöglichkeiten mit anderen Vogelarten
Rothalstaucher im Prachtkleid sind in Europa unverwechselbar. Im Schlichtkleid fehlt die rote Halsfärbung, so kann der Rothalstaucher sowohl mit dem Ohrentaucher als auch dem Haubentaucher verwechselt werden. Der Rothalstaucher ist allerdings ungefähr doppelt so groß wie der Ohrentaucher. Vom Haubentaucher unterscheidet sich der Rothalstaucher durch eine deutlich gedrungenere Gestalt. Sein mehr grau gefärbter Hals ist außerdem kürzer und dicker. Wesentliches Unterscheidungsmerkmal ist jedoch die Ausdehnung der schwarzen Kopfplatte. Auch ist der Schnabel gedrungener und der Kopf etwas rundlicher.

## Stimme und Instrumentallaute

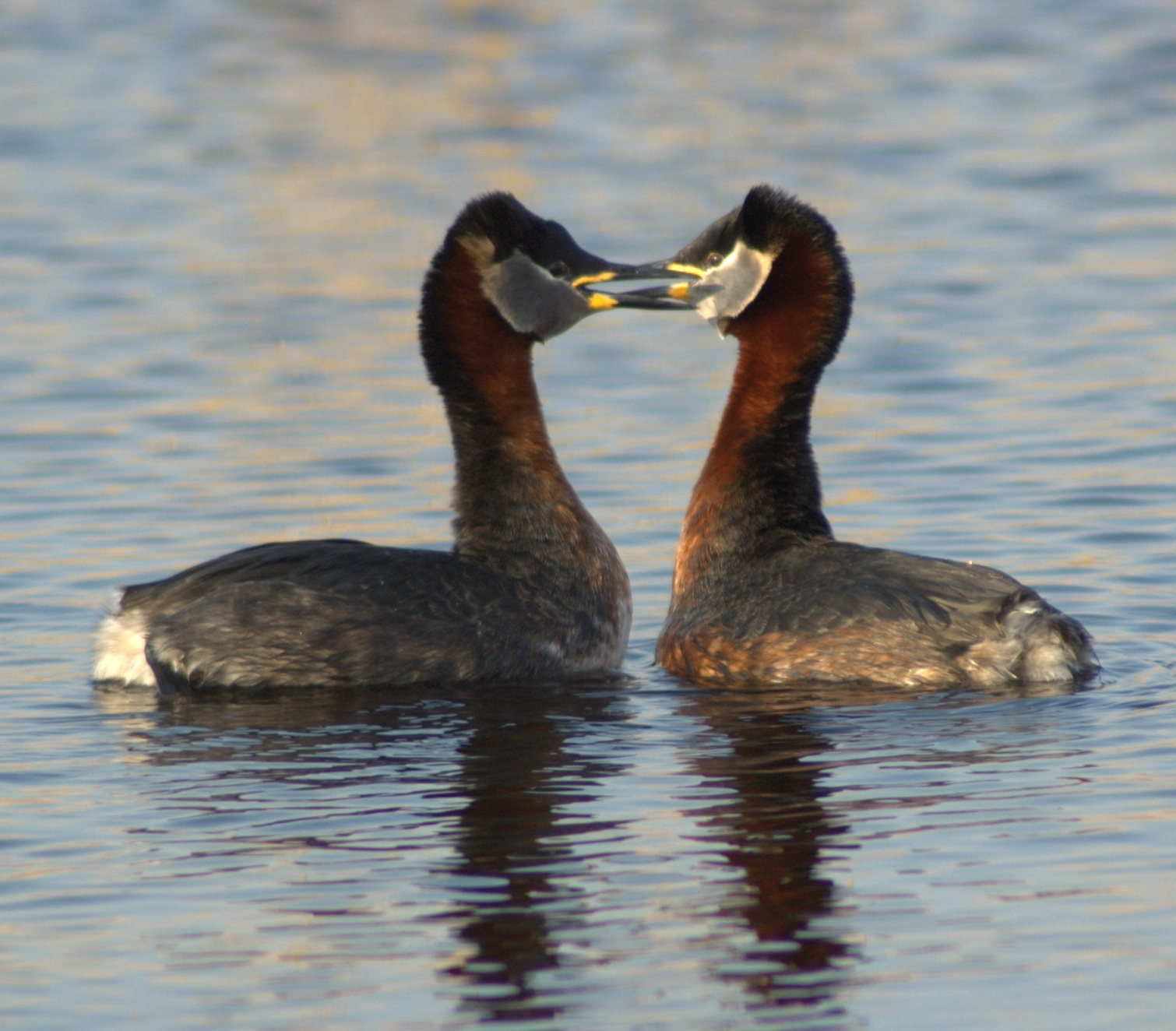
Balzende Rothalstaucher

Der Rothalstaucher ist während der Fortpflanzungszeit ausgesprochen ruffreudig. Außerhalb der Brutzeit ist er überwiegend stumm. Zu Beginn der Fortpflanzungszeit ist ein durchdringendes, fohlenartiges Wiehern kennzeichnend, das wie uöö-uööö… klingt. Dieser arttypische Ruf ist bei Tag und Nacht zu hören, zuweilen im Duett von zwei Vögeln gleichzeitig. Die einzelnen Rufreihen, die vor allem bei Revierstreitigkeiten mit anderen Rothalstauchern erklingen, können sehr lang sein. Rufduette werden gelegentlich über eine Stunde vorgetragen. Der Ruf wird manchmal durch ein schnelles, keckerndes kek-kek-kek unterbrochen.
Balzende Rothalstaucher geben neben den keckernden Rufen ein anhaltendes, stockentenartiges aak-aak… oder ök ök ök … von sich. Die Lautfolgen, die meist aus vier bis zehn aak bestehen, sind stets gegliedert. Nach jeweils zwei bis fünf Tönen pausieren die Vögel kurz, so dass eine Lautfolge wie aakaak-aakaak-aakaakaak-aakaak-aakaak-aakaakaak klingt. Rothalstaucher, die beunruhigt sind, warnen mit einem kurzen, harten äck oder keck. Bei sehr starker Beunruhigung erklingen die Rufe im Abstand von einer halben bis einer Sekunde. Auf dem Nest sitzende Rothalstaucher zischen schlangenartig, wenn sich ein Beutegreifer nähert. Junge Rothalstaucher betteln ihre Elternvögel mit ti ti tü ti tü…-Rufen um Futter an. Sie lassen außerdem ein bi bi bi… oder zipp zipp… als Stimmfühlungslaut hören.
Das geräuschhafte Spritztauchen, mit dem der Ohrentaucher und der Schwarzhalstaucher vor sich nähernden Feinden warnen, kommt beim Rothalstaucher nur selten vor. Der einzig auffallende Instrumentallaut der Rothalstaucher ist der geräuschhafte Fluglauf über die Wasseroberfläche, wenn sie wegen Feindstörung auffliegen.

## Verbreitung

### Brutareal

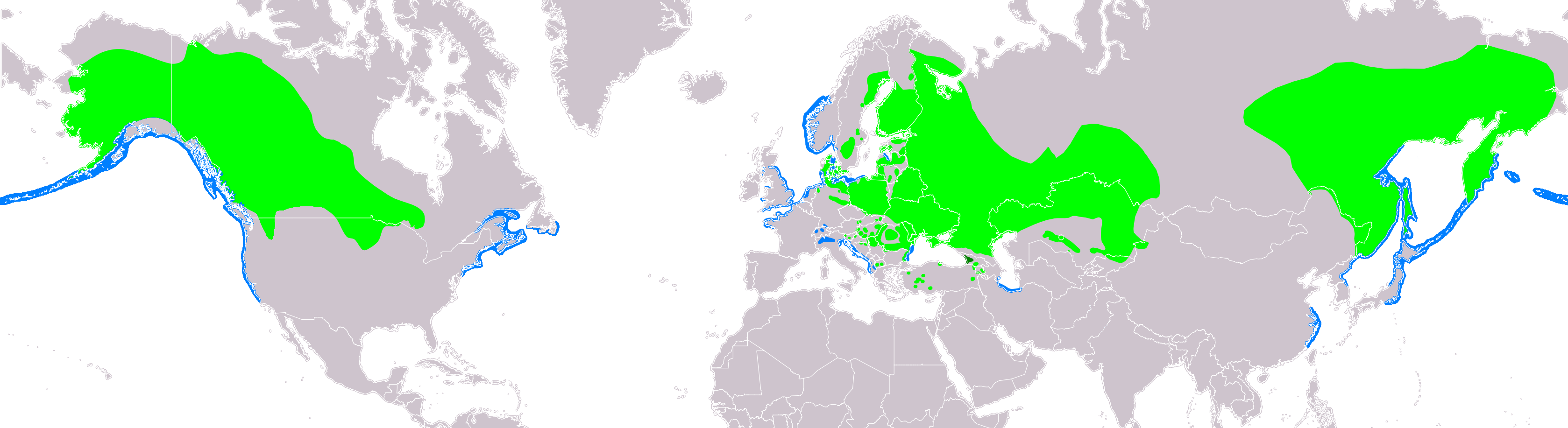
Verbreitung des Rothalstauchers:
Brutgebiete
Ganzjähriges Vorkommen
Überwinterungsgebiete

Rothalstaucher sind weit verbreitete und regional häufige Brutvögel der nördlichen Hemisphäre. Ihr Brutareal umfasst ein Gebiet kontinentaler Klimazonen, das etwa zwischen 35 und 65° N liegt. Im Norden Finnlands sowie im Nordwesten Russlands, wo sie unter anderem am Weißen Meer brüten, kommen sie auch nördlich des 67. Breitengrads vor. In Zentralasien weist ihr Brutareal eine große Verbreitungslücke auf.
Rothalstaucher sind überwiegend Brutvögel der nördlichen Prärie- und Steppenzonen sowie der Strauchtundra. Im Winterhalbjahr rasten sie in Flussmündungen und Meeresbuchten. Sie finden sich jedoch auch weit abseits der Küsten in Flachwasserzonen oder in der Nähe von Inseln, wo Fische in erreichbarer Tiefe vorkommen.

#### Verbreitung der Nominatform
Das geschlossene Verbreitungsareal der Nominatform reicht vom östlichen Mitteleuropa und dem mittleren Skandinavien bis Westsibirien. Die westliche Verbreitungsgrenze verläuft durch Deutschland etwa entlang der Elbe. Westlich dieser Grenze gab es vereinzelte Brutnachweise in den Niederlanden und in Großbritannien. Im Süden reicht das Areal bis Rumänien, Mazedonien, die Türkei und Transkaukasien. Sowohl im Süden als auch im Westen ist das Verbreitungsgebiet disjunkt.

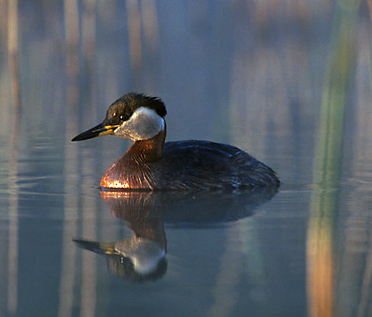
Rothalstaucher der Nominatform

In Österreich kam die Art in der ersten Hälfte des 19. Jahrhunderts noch als Brutvogel am Neusiedler See sowie in den Donau-Auen östlich von Wien vor. Als Brutvogel ist der Rothalstaucher dort mittlerweile jedoch weitgehend verschwunden.

#### Verbreitung vonP. g. holbollii
Die Unterart P. g. holbollii brütet in Nordamerika in Alaska, in West- und Zentralkanada sowie in den US-Bundesstaaten Washington, Montana und Minnesota. Einzelne Brutpaare kommen auch in Iowa, Michigan und New Hampshire vor. In Asien brütet diese Unterart in Ostsibirien. Das Brutareal reicht von Kamtschatka bis nach Hokkaidō und in den Westen der Mongolei. Isolierte Brutpopulationen finden sich im Gebiet des Balchaschsees im östlichen Kasachstan sowie in Kirgisistan.

### Wanderungen
Große Teile der nordschwedischen, finnischen und russischen Population überqueren auf ihrem Zug die skandinavische Halbinsel und überwintern an der norwegischen Atlantikküste zwischen 63 und 65° N. Bis jetzt gibt es jedoch keine Brutnachweise für Norwegen. Zahlreiche Rothalstaucher überwintern außerdem in der Ostsee und in den Küstengewässern Dänemarks. Erst in den letzten Jahren hat man anhand von Luftaufnahmen und Schiffsbeobachtungen festgestellt, dass Rothalstaucher sich in der Ostsee häufig weit entfernt von der Küste aufhalten. Sie versammeln sich bevorzugt an Stellen mit einer Gewässertiefe von 5 bis 20 Meter, sandigem Boden und Seetang-Bewuchs.
In kleinerer Zahl überwintern Rothalstaucher auch an der Adria, in der Ägäis, am Aralsee, am Schwarzen und am Kaspischen Meer. Am Asowschen Meer und der Südkaspi erscheinen sie im September und verlassen diese wieder Ende März. Im Binnenland sind sie regelmäßige Durchzügler und finden sich gelegentlich auch an Binnenseen als Wintergast ein.
Die ostasiatischen Rothalstaucher überwintern an der Küste Japans bis zu den Küsten des Ostchinesischen Meers. Die kirgisische und kasachische Brutpopulation dagegen überwintert in Afghanistan und zunehmend auch im Nordwesten Indiens. Die nordamerikanischen Brutvögel überwintern an der Pazifikküste vom Süden Alaskas bis nach British Columbia. Eine kleine Anzahl von Rothalstauchern findet sich im Winterhalbjahr an der kalifornischen Küste. An der Atlantikküste reicht das Überwinterungsgebiet von Neufundland bis nach Florida. Einige Rothalstaucher überwintern an den Großen Seen, sofern diese hinreichend eisfrei bleiben.

## Lebensraum

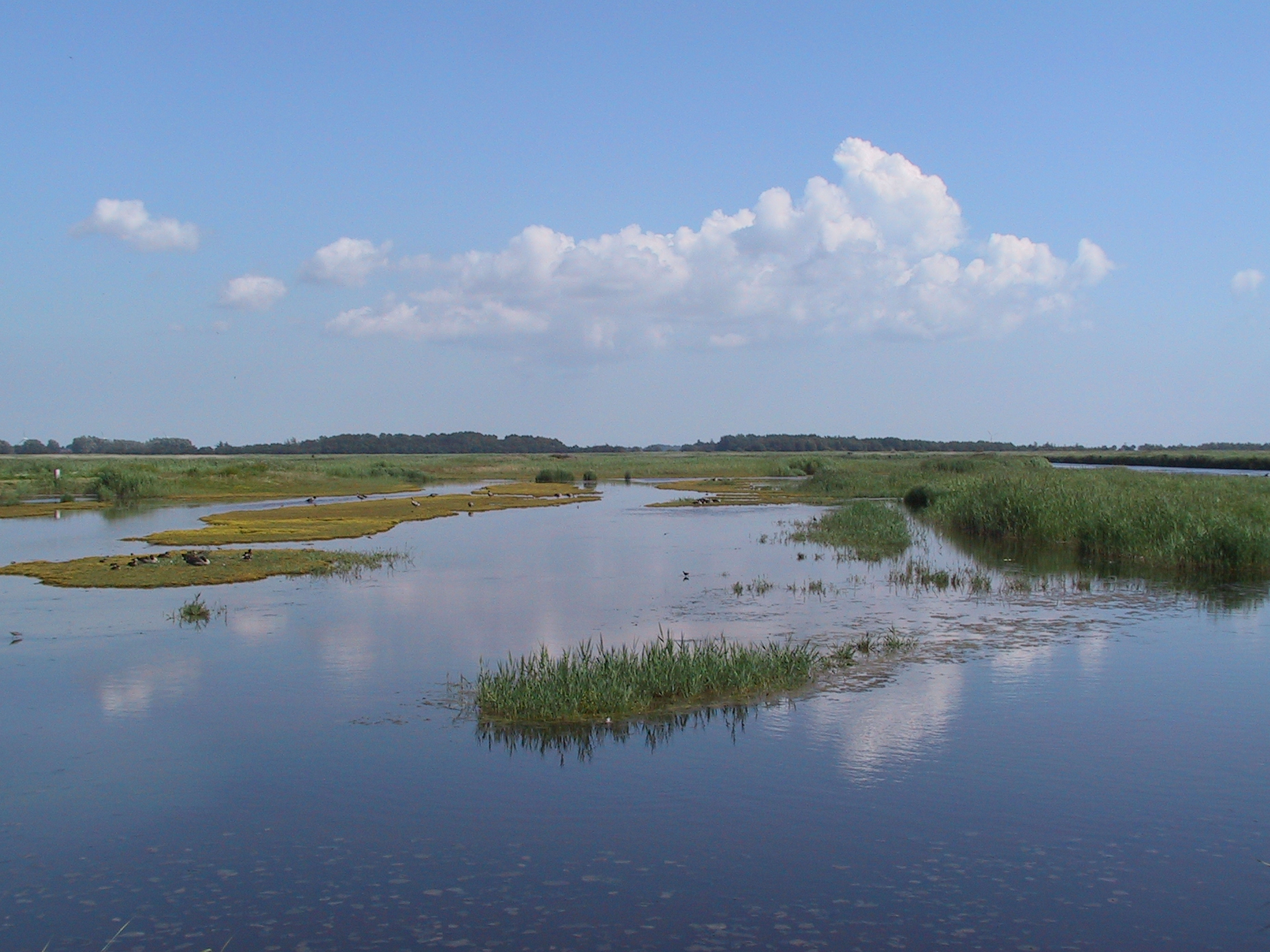
Wasservogelreservat Wallnau auf der Insel Fehmarn. Hier brüten Rothalstaucher regelmäßig

Rothalstaucher brüten im dichten Röhricht, sofern dieses kleine, offene Wasserflächen aufweist, auf kleinen, dicht bewachsenen Teichen und auf flachen Seen mit reicher Wasserpflanzenvegetation. Die Brutgewässer können sowohl in offenem Gelände liegen als auch vom Wald völlig eingeschlossen sein. Von Rothalstaucher besiedelte Gewässer haben häufig eine Wasserfläche von weniger als drei Hektar und eine Gewässertiefe von weniger als zwei Metern. In den kanadischen Nordwest-Territorien beträgt die durchschnittliche Größe von Gewässern, an denen Rothalstaucher siedeln, 2,4 Hektar. Im sächsischen Brutgebiet liegt die Mindestgewässergröße bei 1,5 Hektar. Kleinere Teiche von 0,3 bis 1,5 Hektar werden gewöhnlich nur innerhalb größerer Teichkomplexe besiedelt.
Ideale Voraussetzungen finden Rothalstaucher an Fischteichen, die ein reiches Nahrungsangebot aufweisen und in Mitteleuropa ist dies der häufigste, von Rothalstauchern besiedelte Gewässertyp. Die Konkurrenz mit dem Haubentaucher trägt sehr wahrscheinlich dazu bei, dass Rothalstaucher häufig an kleinen Gewässern zu finden sind, die von dieser Lappentaucherart nicht besiedelt werden. Aber auch dort, wo Haubentaucher nicht vorkommen, zeigen Rothalstaucher eine Präferenz für kleine und flache Gewässer.
Mitunter brüten Rothalstaucher auch an küstennahen Kleingewässern und suchen die Küste zur Nahrungssuche auf.

## Ernährung
Ihre Nahrung erbeuten Rothalstaucher so gut wie ausschließlich unter Wasser oder lesen sie von der Wasseroberfläche ab. Eine feine Linie, die bei geöffnetem Schnabel vom Auge zur Spitze des Unterschnabels führt, hilft ihnen vermutlich, ihre Beute zu fixieren. Rothalstaucher fressen zwar häufig Fische, eine größere Rolle in der Ernährung spielen jedoch Wasserwirbellose. Dazu gehören Insekten wie Wasserkäfer und Libellenlarven, Krebstiere und Mollusken. Pflanzliche Nahrung wird wohl, wie auch die Eier von Wirbellosen, eher zufällig aufgenommen. Bei Magenanalysen von kasachischen Rothalstauchern enthielten diese zu 78,3 Prozent Wasserkäfer, aber nur zu 0,03 Prozent Fisch. Bei estnischen Rothalstauchern war der Anteil von Fischen mit zwei Prozent etwas höher. Fische wie Stinte und Butterfische und im marinen Milieu Meergrundeln (Gobius), Schellfische und Stichlinge (Gasterosteus und Seestichling) können allerdings lokal und saisonal eine große Rolle spielen. Eine Untersuchung des Mageninhalts von Rothalstauchern in Dänemark ergab, dass diese nur selten Fische mit einer Größe über 15 Zentimeter fressen. Fische spielen vor allem für die etwas größere Unterart P. g. holbollii eine Rolle. Diese Unterart brütet allerdings regelmäßig auch an fischfreien Gewässern. Dort sind wahrscheinlich Egel Hauptbestandteil der Nahrung.
Rothalstaucher wenden für den Nahrungserwerb mehr Zeit auf als andere europäische Podiceps-Arten. Dies ist, angesichts ihrer Körpergröße, vermutlich eine Folge ihrer Spezialisierung auf Wirbellose. Der geringere Anteil von Fischen in der Ernährung der Nominatform wird auf die Nahrungskonkurrenz mit dem größeren Haubentaucher zurückgeführt. Die Rothalstaucher der Nominatform, die in Finnland und Russland nördlich der Verbreitungsgrenze des Haubentauchers brüten, haben einen etwas größeren Schnabel als die weiter südlich brütenden. Bei diesen Rothalstauchern ist der Anteil von Fischen in der Ernährung größer. Die größere Schnabellänge gilt als Anpassung an diese etwas andere Nahrungszusammensetzung.
Besonders im Winter wurde beobachtet, dass Samtenten mitunter gemeinsam mit Rothalstauchern auf Nahrungssuche gehen, vor allem über sandigem Grund. Vermutlich werden bei diesen Tauchgängen hauptsächlich Vielborster aufgescheucht (im Mittel > 1000 pro Quadratmeter) und von beiden Arten aufgenommen.

## Fortpflanzung

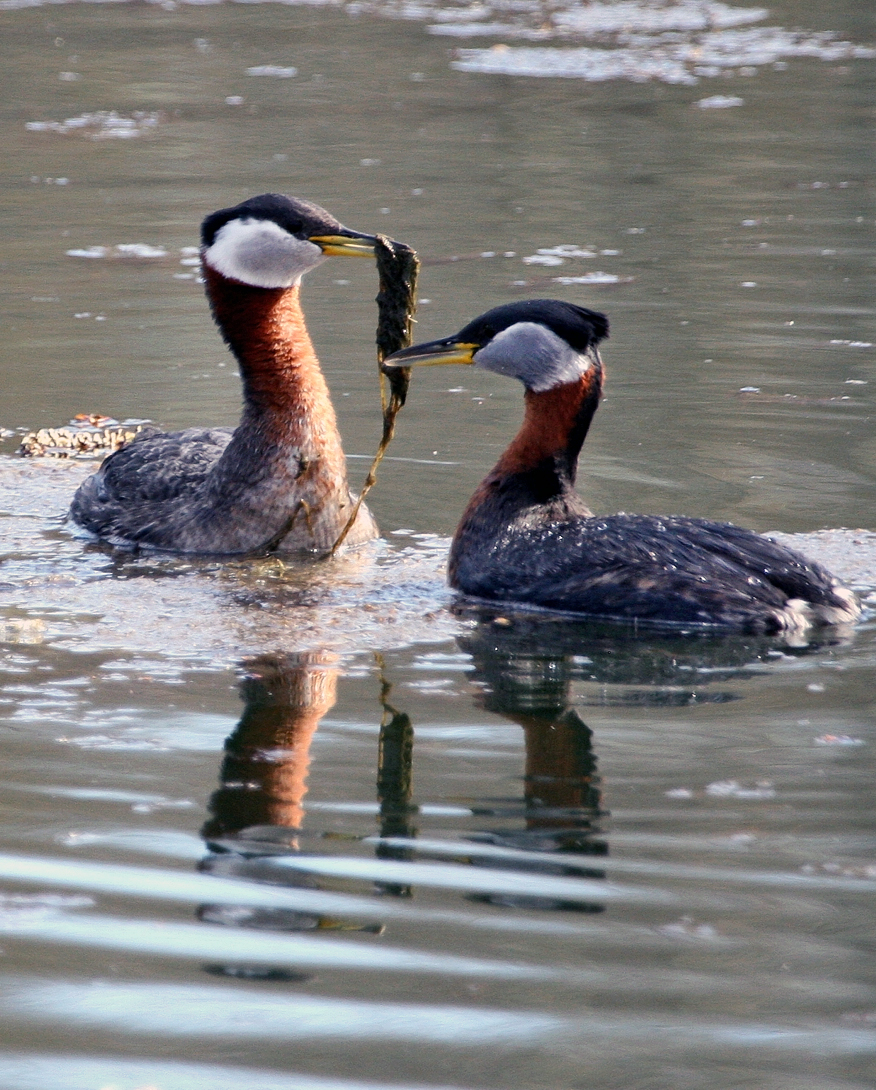
„Material-Präsentieren“, eine der Posen des Paarbildungsverhaltens

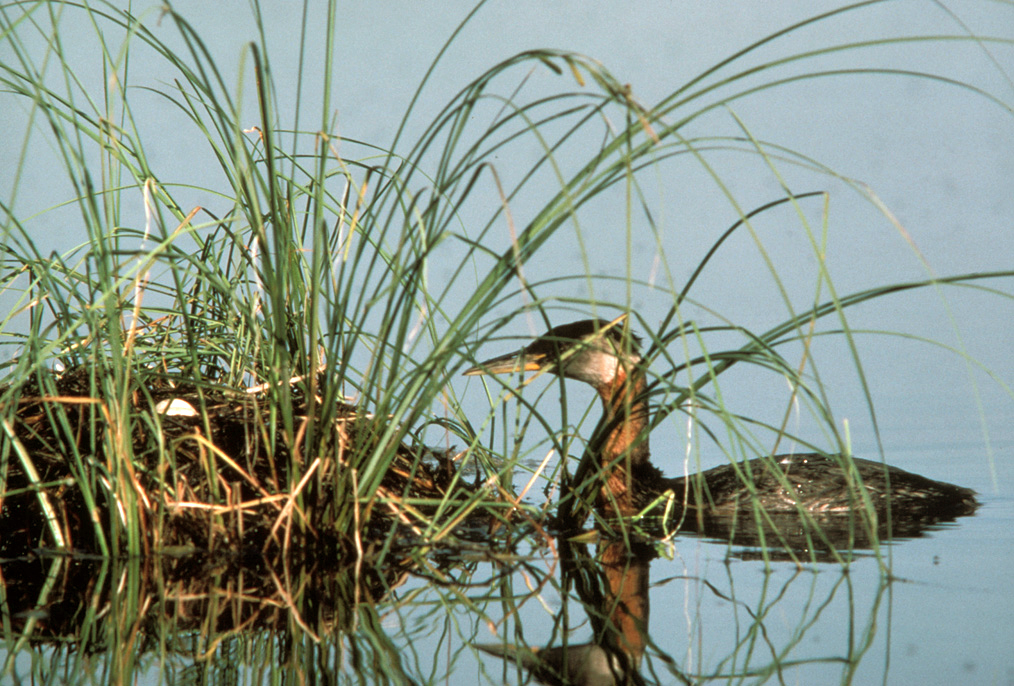
Rothalstaucher am Nest

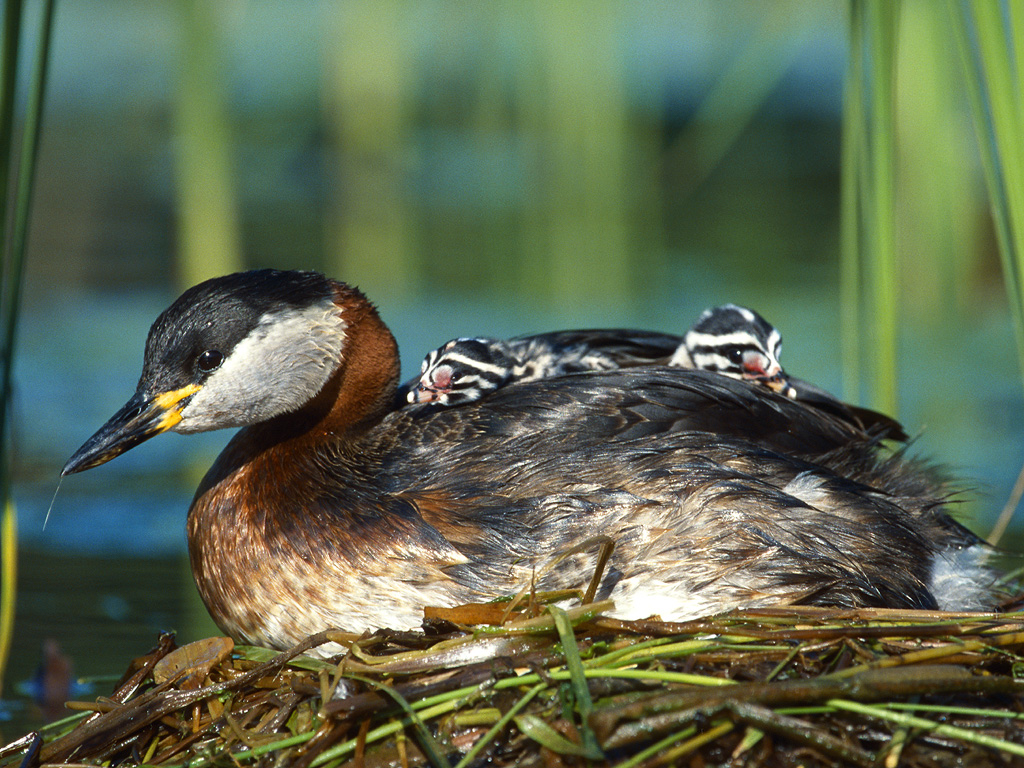
Rothalstaucher mit Küken auf dem Rücken

### Balz
Rothalstaucher kehren zu einem Teil bereits verpaart in die Brutgebiete zurück. Bei den meisten findet die Paarbildung jedoch erst im engeren Brutareal statt. Das Paarbildungsverhalten weist zahlreiche Elemente auf, die auch beim Haubentaucher zu beobachten sind. Rothalstaucher sind in dieser Zeit sehr ruffreudig.
Zu den Verhaltenselementen zählt ein Kopfschütteln, das von lauten Rufen begleitet ist. Der Schnabel wird dabei schräg nach unten gehalten. Die verlängerten Kopffedern sind dabei stark gesträubt. Auch beim „Material-Präsentieren“, einem weiteren ritualisierten Verhaltenselement, rufen die Vögel laut, während sie aufeinander zu schwimmen. Bei der sogenannten „Pinguin-Pose“ heben die Rothalstaucher den Vorderkörper weit aus dem Wasser, während sie heftig Wasser treten. Dieses Verhaltenselement endet, wenn die beiden Vögel mit voneinander abgewendeten Köpfen wieder auf das Wasser zurücksinken. Rothalstaucher zeigen auch die sogenannte „Geister-Pose“, allerdings ist dieses Verhaltenselement bei ihnen weniger häufig zu beobachten als beim Haubentaucher. Dieses Element wird vor allem von Weibchen ausgeführt, das zunächst taucht und dann in einiger Entfernung sehr langsam aus dem Wasser auftaucht. Dabei ist der Hals S-förmig gekrümmt. Der Schnabel liegt auf der Brust auf, die verlängerten Kopffedern sind stark gesträubt und das Bauchgefieder ist aufgeplustert.

### Nest und Aufzucht der Jungen

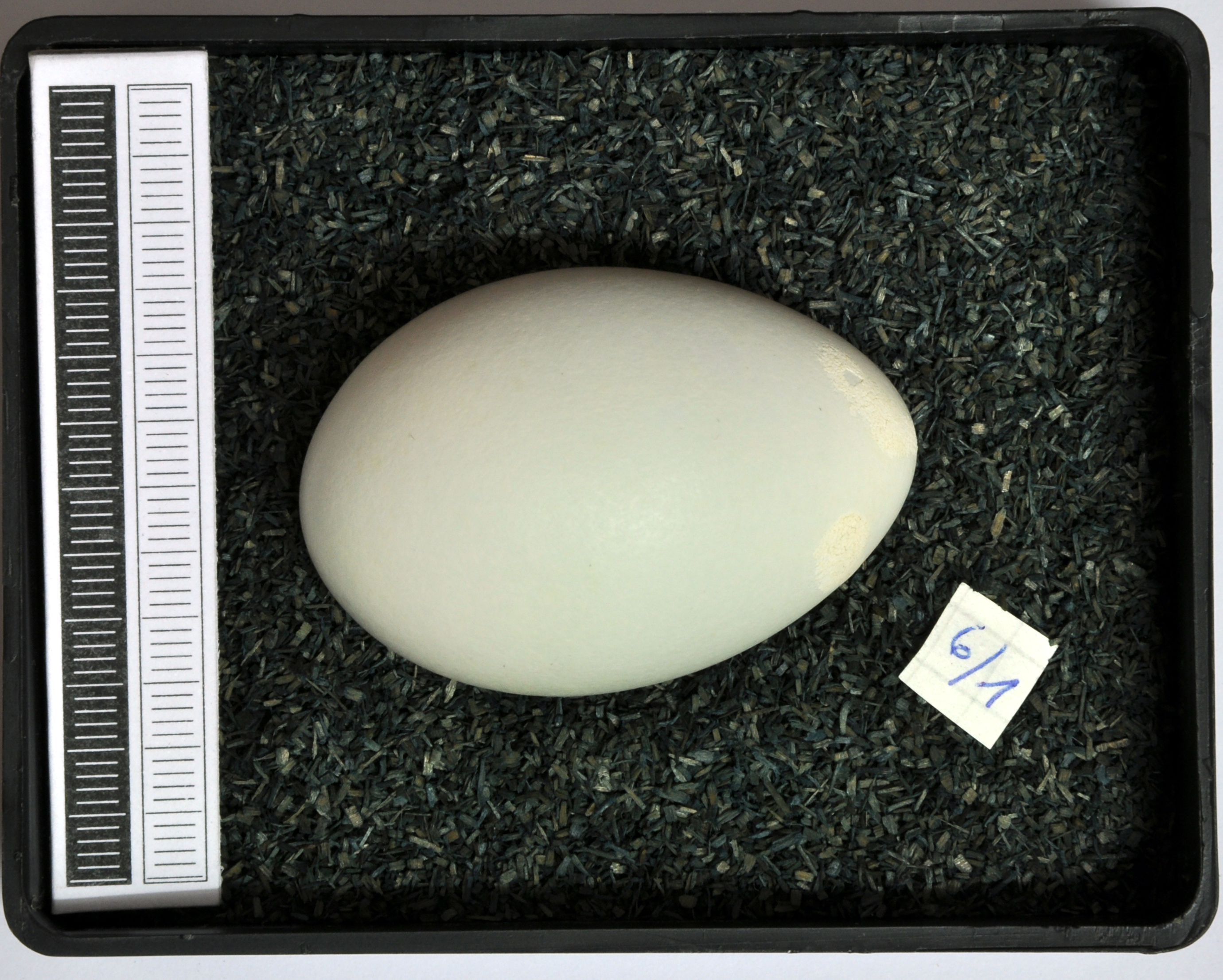
Ei (Sammlung Museum Wiesbaden)

Rothalstaucher brüten in der Regel einzeln. Brutkolonien kommen vor, erreichen aber nie die Größe, wie sie für Schwarzhals- und Haubentaucher typisch sind. Zu Koloniebildung kommt es vor allem an solchen Gewässern, die den Rothalstauchern ideale Bedingungen bieten. Aber auch hier brüten nicht mehr als vier Paare je 10 Hektar. Rothalstaucher in solchen Kolonien haben in der Regel etwas größere Gelege und beginnen früher zu brüten. Das Revier wird aggressiv gegenüber den anderen Paaren verteidigt.
Rothalstaucher legen ihren Brutplatz gerne inmitten oder am Rand einer Möwen- oder Seeschwalbenkolonie an. Ihre Nester finden sich häufig auch in der Nähe von Blässhühnern oder Enten.
Das Nest befindet sich häufig weiter von der Uferlinie entfernt als dies für andere Lappentaucher charakteristisch ist. Es ist ein schwimmender oder in niedrigem Wasser stehender, flacher Haufen verrottender Wasser- und Uferpflanzen. Es gilt als wahrscheinlich, dass die Fäulniswärme die Brut begünstigt. Das Nest ist niedriger als das des Haubentauchers und hat eine kleine Mulde an der Oberseite. Das Nistmaterial wird aus geringer Entfernung schwimmend zum Nest gebracht. Der Nestbau wird auch während der Eiablage fortgesetzt. Am Bau sind beide Geschlechter beteiligt.
Der Eiablage beginnt Ende April und kann sich bis Anfang Juni hinziehen. Rothalstaucher ziehen in der Regel nur eine Brut pro Fortpflanzungsperiode groß. Geht das Gelege verloren, legen sie bis zu fünf Nachgelege. Sehr selten kommt es zu einer zweiten Jahresbrut. Das Vollgelege umfasst meist vier bis fünf Eier, selten nur zwei oder bis zu sieben Eier. Die Eier sind an beiden Enden verjüngt. Die Schale ist glatt und weiß. Der Legeabstand beträgt zwei Tage. Es brüten beide Elternvögel. Die Bebrütung beginnt vermutlich mit der Ablage des ersten Eis. Die Brutzeit beträgt 20 bis 23 Tage. Die Elternvögel verlassen sehr häufig das Nest während der Nacht. Es ist dabei nicht klar, ob Rothalstaucher so nächtliche Prädatoren meiden oder ob dieses Verhalten dazu beiträgt, dass das Nest nicht entdeckt wird. Die Eier scheinen durch die Brutpausen jedenfalls keinen Schaden zu nehmen.
Die Küken klettern kurz nach dem Schlupf auf den Rücken der Eltern. Dort halten sie sich einen großen Teil des Tages auf, bis sie ein Alter von 10 bis 17 Tagen erreicht haben. Die Jungen fangen in der vierten Lebenswoche an, sich selbständig zu ernähren, werden aber bis in die sechste und siebte Lebenswoche von den Elternvögeln gefüttert.

## Mortalitätsursachen
Die Eier und die Küken werden von einer Reihe von Prädatoren gefressen. In Nordamerika ist der Waschbär ein wesentlicher Beutegreifer. Er erreicht allerdings ausschließlich die Nester, die sich in der Nähe der Uferlinie befinden. In Europa werden Gelege und Jungvögel vor allem von der Aaskrähe gefressen. Auch Reiher und Rallenvögel fressen die Eier der Rothalstaucher. Die Küken werden außerdem von großen Süßwasserfischen wie etwa Hechten gefressen. Im Schnitt kommen gegen Ende des Sommers auf jeden adulten Brutvogel 0,65 Jungvögel.
Über die Mortalitätsrate ausgewachsener Rothalstaucher liegen keine ausreichenden Daten vor. Sie werden aber von einer Reihe von Beutegreifern am Nest und auch auf dem Wasser geschlagen. Zu den Beutegreifern zählen große Eulen, Wanderfalken, Habichte und Sperber sowie verschiedene Arten der Seeadler und Weihen.

## Bestand und Status
Der Rothalstaucher ist eine der Arten, die unter die Bestimmungen des Abkommens zur Erhaltung der wandernden afrikanisch-eurasischen Wasservögel fällt. Unterzeichnerstaaten dieses Teilvertrags der Bonner Konvention haben zugesagt, Maßnahmen zum Schutz ziehender Wasservogelarten einzuleiten und ihre Lebensräume zu schützen.
Der Rothalstaucher hat nach den Angaben der IUCN ein Verbreitungsgebiet von 1.000.000 bis 10.000.000 Quadratkilometern. Die weltweite Populationszahl wird auf 150.000 bis 370.000 Individuen geschätzt. Die Bestandsentwicklung der Art wird seitens der IUCN nicht quantifiziert und als Least concern oder Nicht bedroht eingestuft. Der Ornithologe und Herausgeber des im Jahre 2004 erschienenen Standardwerks The Grebes (Die Lappentaucher) Jon Fjeldså bezeichnet die Bestandszahl als stabil. Die Bestandszahlen fluktuieren allerdings in vielen Regionen der Welt. So hat der Bestand in Tschechien und in einzelnen Regionen des europäischen Russlands abgenommen. Es gibt aber Hinweise, dass sie in vielen anderen Regionen zunehmen: Die Zahl der Rothalstaucher in Finnland hat sich in den letzten Jahrzehnten verdoppelt bis verdreifacht und auch die Zahl der im Kaspischen Meer überwinternden Rothalstaucher hat zugenommen. In Dänemark hat sich der Brutbestand von den 1960er Jahren bis zu den 1990er Jahren verfünffacht. Die europäische Population westlich des Urals wird insgesamt auf etwa 32.000 bis 56.000 Brutpaare geschätzt. Davon brüten in Deutschland zwischen 1.500 und 2.600 Paare. Für die Unterart P. g. holbollii gibt es keine genaueren Populationsschätzungen, aber die Individuenzahl beträgt mit Sicherheit mehr als 100.000 Vögel.

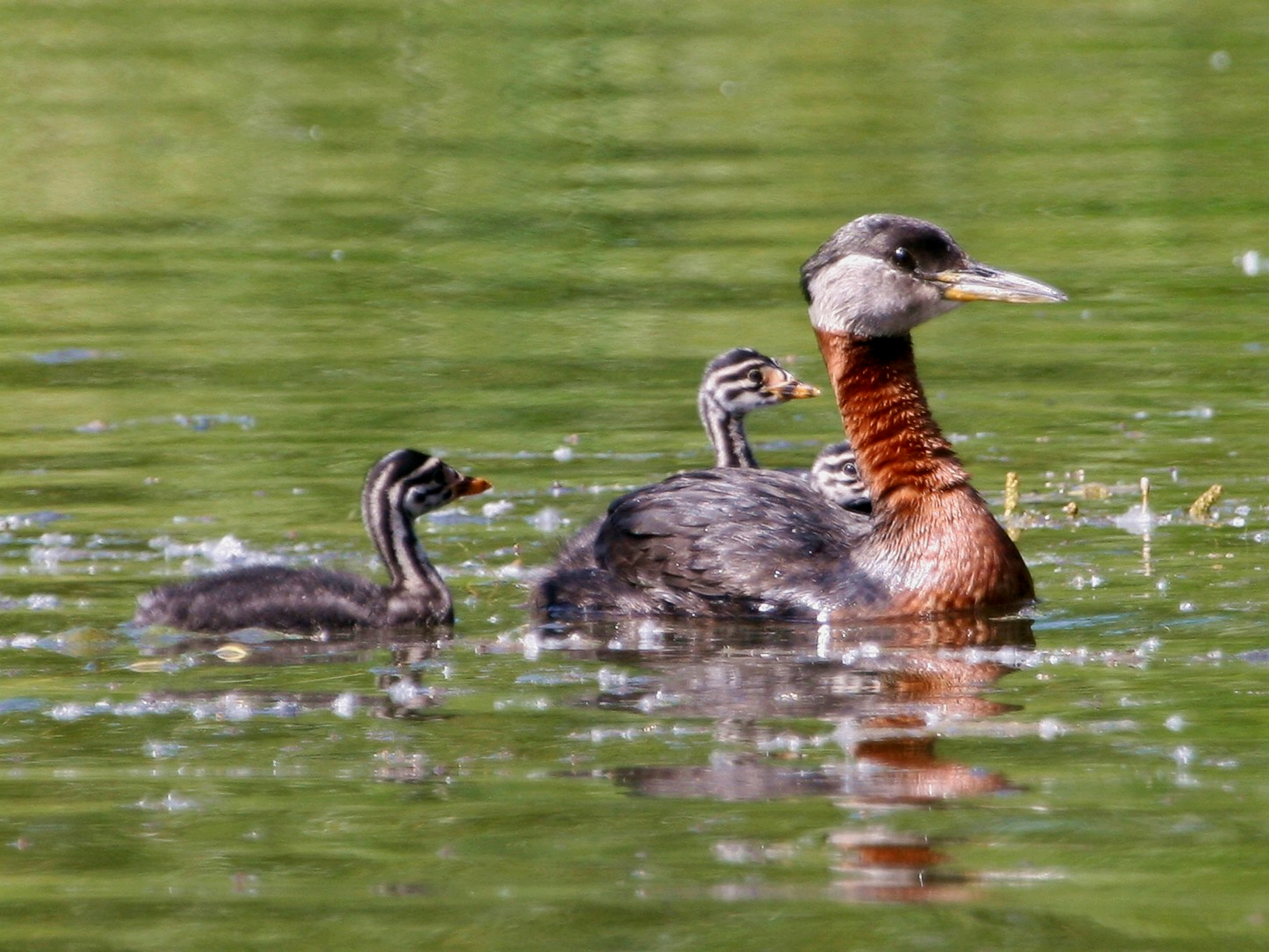
Adulter Rothalstaucher mit Jungen

Der Rothalstaucher gehört zu den Arten, die von einer Meeresverschmutzung durch Rohöl oder Schweröl besonders betroffen sind. Dies ist darauf zurückzuführen, dass sie an wenigen Stellen in konzentrierter Zahl überwintern. So führte die Havarie eines Öltankers in der Ostsee im Februar 1979 dazu, dass etwa 800 Rothalstaucher infolge der Ölverschmutzung starben. Diese Zahl entsprach damals 50 Prozent der Brutpopulation Schwedens und Dänemarks. Beide Populationen benötigten mehr als fünf Jahre, bis sich die Bestandszahlen nach diesem Ölunfall wieder erholt hatten. Zu den empfohlenen Schutzmaßnahmen der IUCN-Spezialistengruppe für Lappentaucher zählt deswegen eine Unterschutzstellung wichtiger Überwinterungsplätze des Rothalstauchers.
Die Jagd auf den Rothalstaucher stellt heute keinen bestandsbedrohenden Faktor dar. Im nördlichen Europa war der Rothalstaucher während der Alt- und Mittelsteinzeit eine wichtige Beute, aber es gibt heute keine Hinweise mehr darauf, dass die Jagd heute noch in nennenswerter Weise stattfindet. In Nordamerika zählte der Rothalstaucher zu den Arten, deren Reproduktionsrate infolge von DDT-Belastungen zurückging. Lebensraumveränderungen durch den Menschen haben gleichfalls einen Einfluss auf die Bestandszahl. Ein großer Teil der Population brütet jedoch in Regionen der Erde, die bislang durch den Menschen nur in geringem Maße erschlossen sind.
Der Rothalstaucher gilt als eine der Arten, die vom Klimawandel besonders betroffen sein wird. Ein Forschungsteam, das im Auftrag der britischen Umweltbehörde und der Royal Society for the Protection of Birds die zukünftige Verbreitungsentwicklung von europäischen Brutvögeln auf Basis von Klimamodellen untersuchte, geht davon aus, dass sich bis zum Ende des 21. Jahrhunderts das Verbreitungsgebiet des Rothalstauchers deutlich verändern wird. Das Verbreitungsgebiet wird sich nach dieser Prognose erheblich verkleinern und gleichzeitig nach Norden verschieben. Drei Viertel des heutigen Verbreitungsgebietes bietet dem Rothalstaucher keine geeigneten Lebensräume mehr. In Mitteleuropa wird die Art als Brutvogel weitgehend fehlen. Zu den möglicherweise künftigen Verbreitungsgebieten zählen weite Teile Fennoscandinaviens, in denen die Art derzeit nicht vertreten ist.

## Systematik
Lappentaucher sind kleine bis mittelgroße, ans Wasser gebundene Vögel, bei denen die Zehen nicht durch Schwimmhäute verbunden sind, sondern breite Schwimmlappen aufweisen. Die Bezeichnung Podiceps für die Gattung leitet sich aus den beiden lateinischen Begriffen podex für Hintern und pes für Fuß ab. Dies ist ein Hinweis darauf, dass die Beine der Lappentaucher weit hinten am Körper positioniert sind. Das Artepitheton grisegena ist abgeleitet aus dem französischen Wort gris (= grau) und dem lateinischen gena (= Wange).
Die Unterart P. g. holbollii ist nach dem dänischen Naturwissenschaftler Carl Peter Holböll benannt. Die ostasiatischen und nordamerikanischen Taucher dieser Unterart weisen leichte Abweichungen in der Schnabelform auf, die Unterschiede sind aber zu gering, um die Abtrennung einer dritten Unterart zu rechtfertigen.
Der Rothalstaucher ist am engsten mit dem Haubentaucher verwandt. Es gilt als wahrscheinlich, dass sich der Rothalstaucher ursprünglich in Nordamerika entwickelte und sich erst später in Europa und Westasien ausbreitete. Eine Anpassung in der Nahrungszusammensetzung, die heute einen deutlich höheren Anteil an Insekten als beim Haubentaucher aufweist, hat dabei eine Nahrungskonkurrenz mit dem etwas größeren Verwandten reduziert. Fossilienfunde, die sich auf das mittlere Pleistozän datieren lassen, wurden in Italien gefunden.